# Conty
Conty település Franciaországban, Somme megyében. Lakosainak száma 1709 fő (2022. január 1.). Conty Belleuse, Bosquel, Contre, Fleury, Frémontiers, Monsures, Namps-Maisnil, Rogy, Velennes és Ô-de-Selle községekkel határos.

## Népesség
A település népességének változása:
| Lakosok száma | 1705 | 1708 | 1777 | 1735 | 1773 | 1796 | 1815 | 1759 | 1709 |
|               | 2013 | 2015 | 2016 | 2017 | 2018 | 2019 | 2020 | 2021 | 2022 |